# Victim of the Brain
Victim of the Brain – film dokumentalny z 1988 roku w reżyserii holenderskiego reżysera Pieta Hoenderdosa luźno oparty na kompilacji tekstów i opowiadań o filozofii umysłu The Mind's I, współredagowanej przez Douglasa Hofstadtera i Daniela Dennetta. Film zawiera wywiady z Hofstadterem przeplecione adaptacją kilku prac z książek Dennetta Where am I? oraz The Soul of the Mark III Beast Terrela Miedanera, a także Wyprawy siódmej, czyli o tym jak własna doskonałość Trurla do złego przywiodła z Cyberiady Stanisława Lema. Film był wyświetlany kilka razy w holenderskiej telewizji w latach 80.